# Pozzoleone
Pozzoleone är en ort och kommun i provinsen Vicenza i regionen Veneto i Italien. Kommunen hade 2 793 invånare (2018).